# Márta Sebestyén
Pour les articles homonymes, voir Sebestyén.
Dans le nom hongrois Sebestyén Márta, le nom de famille précède le prénom, mais cet article utilise l’ordre habituel en français Márta Sebestyén, où le prénom précède le nom.
Márta Sebestyén ([ˈmaːɾtɒ], [ˈʃɛbɛʃceːn] (née le 19 août 1957 à Budapest) est une chanteuse de musique traditionnelle hongroise.

## Biographie
Née en 1957 à Budapest, Márta Sebestyén étudie à l'école Miklós Radnóti de cette ville. Depuis son jeune âge, elle chante et enregistre régulièrement avec différents groupes et musiciens dont le groupe Muzsikás.
Elle est connue pour ses adaptations de chansons populaires de Somogy et de Transylvanie, dont certaines figurent dans l'album Boheme de Deep Forest, qui reçoit le Grammy Award du meilleur album de musique du monde en 1996. Elle chante également des chansons hindi, yiddish, bulgares, slovaques, etc.
Márta Sebestyén chante dans la bande originale du film Le Patient anglais (Szerelem, szerelem). Trois chansons enregistrées avec Muzsikás sont reprises dans le film d'animation japonais Souvenirs goutte à goutte. Elle contribue également et chante dans l'album de Kaddish Towering Inferno (Richard Wolfson et Andy Saunders, 1993).
Elle reçoit le prix Kossuth en 1999. Elle est également distinguée par le prix « Artiste pour la paix » de l'UNESCO en 2010. Elle est aussi Ambassadrice honoraire et de bonne volonté auprès de l'UNESCO.

## Discographie

### Albums studio
- 1987 : Muzsikás
- 1995 : Kismet
- 2006 : Angyalok és pásztorok (« Anges et bergers »)
- 2008 : Magyar népköltészet (« Poésie populaire hongroise »)
- 2009 : I Can See The Gates of Heaven

### Compilations
- 1992 : Apocrypha
- 1997 : The Best of Márta Sebestyén
- 2000 : World Star of World Music

### Participations
- 1983 : István, a király
- 1985 : Szerelmeslemez[5]
- 1998 : Connecting Images (Julius Dobos (en) pour Nokia)
- 1999 : Mountain Flying (Julius Dobos)
- 2008 : Big Blue Ball